# アンティクーチョ
アンティクーチョ（anticucho）とは、南アメリカ大陸の特にアンデス地域各国でよく食されている、串焼き料理の1つである。インカ帝国の血を受け継ぐ国々で広く人気のある料理となっている。ペルー、ボリビア、チリなどでは屋台や出店（anticucherias）などで売られている。

## 概説

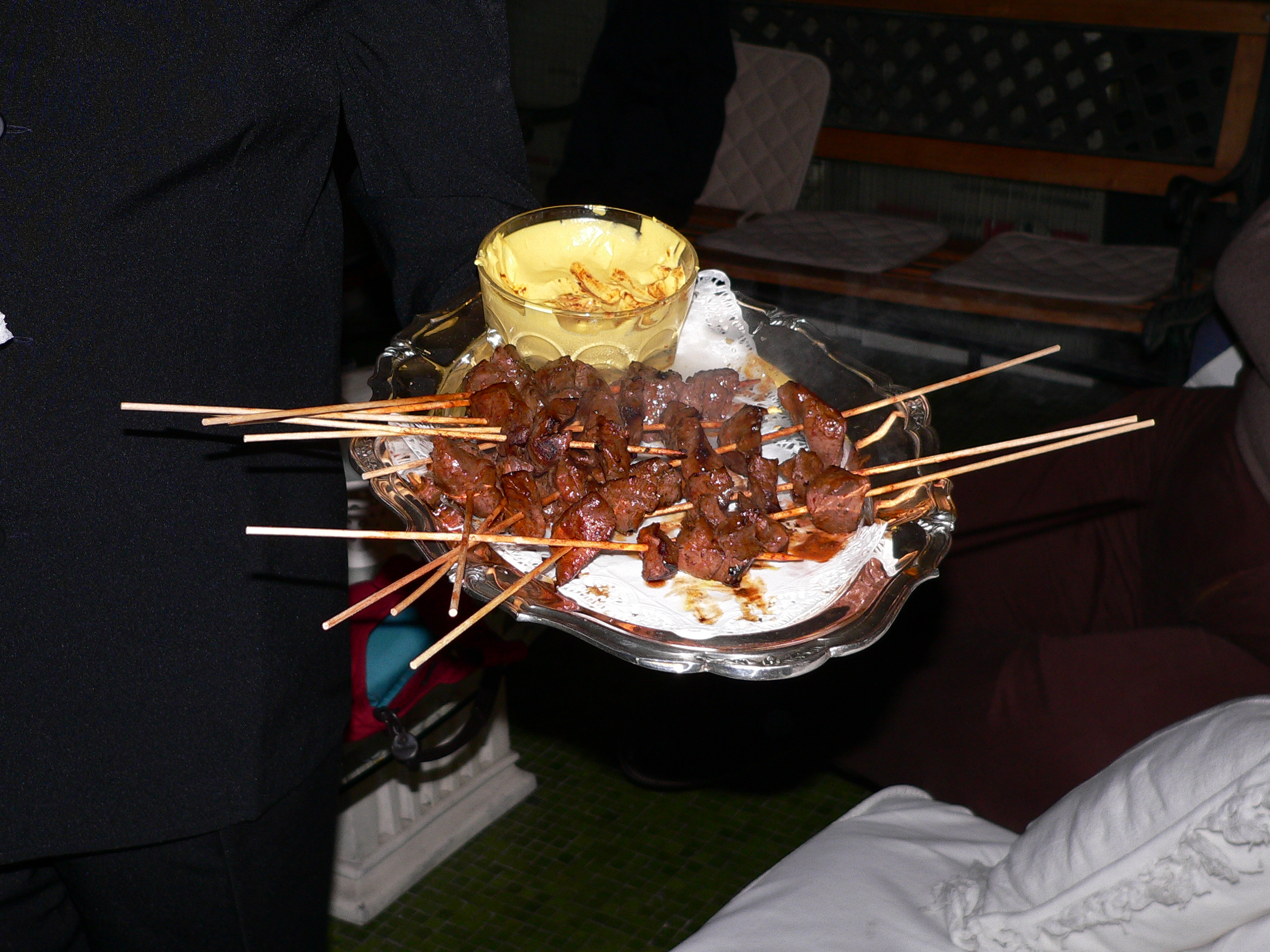
ペルーのアンティクーチョ

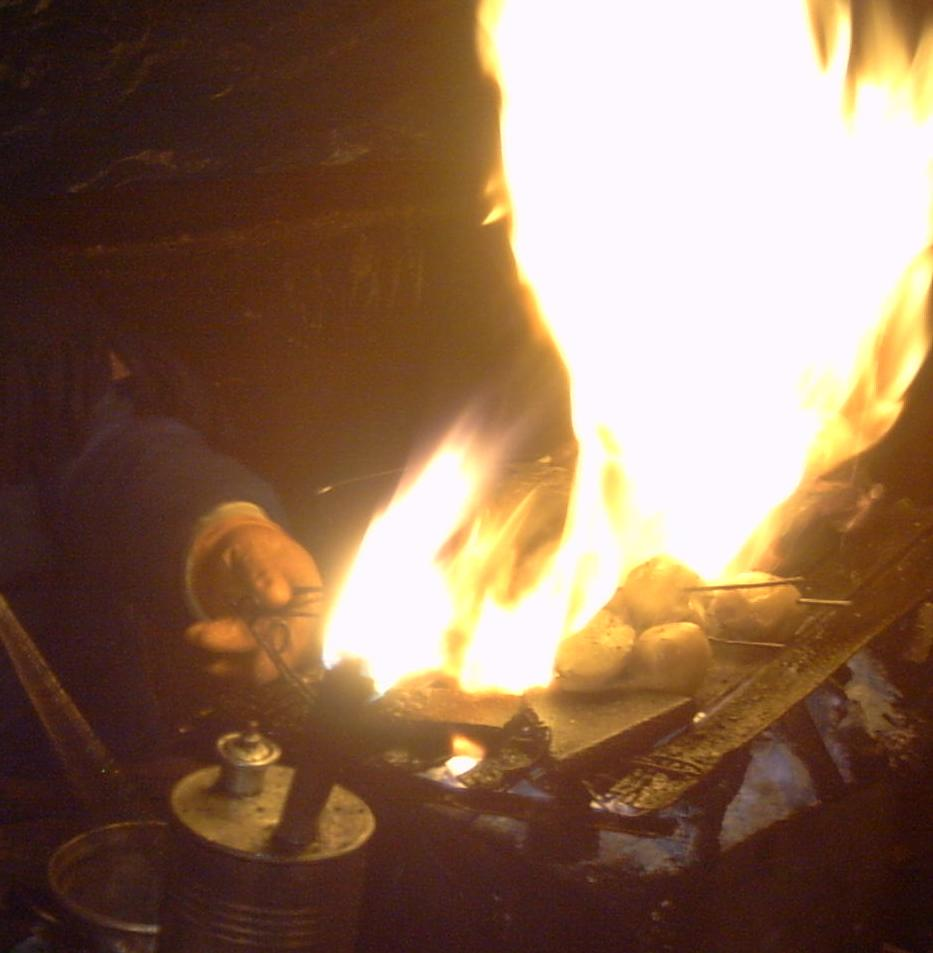
公園で焼かれるアンティクーチョ（ラパス）

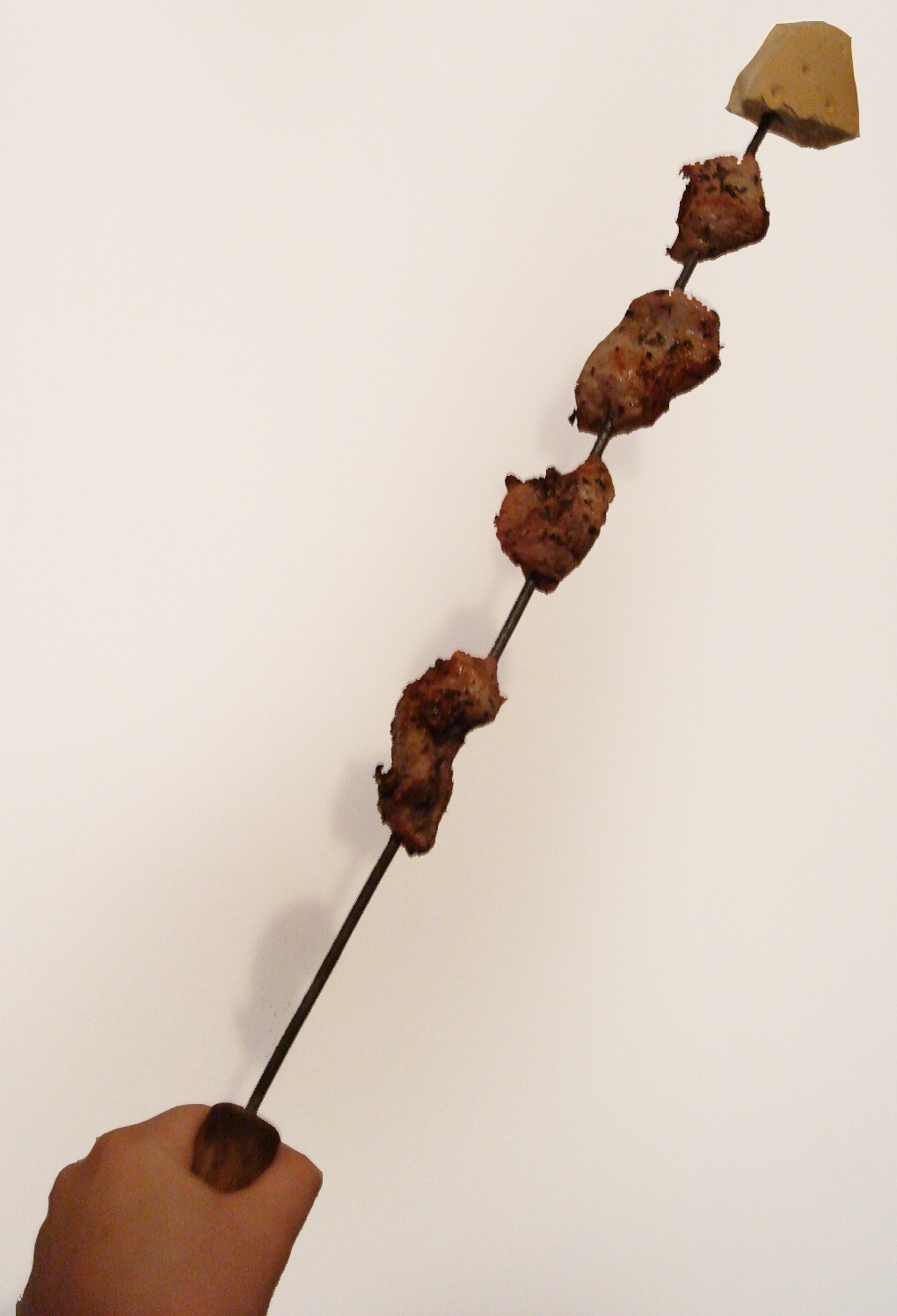
チリのアンティクーチョ

アンティクーチョは、数cm角に切り分けた肉類を唐辛子（アヒ・アマリージョ）、ニンニク、クミン、ワインなどで作ったタレに数時間漬け込み、それを5、6個ずつ金串や竹串に刺したものを、炭火などで焼くことで作られる。使用される肉として最も一般的なのは、ウシのハツ（心臓）である。この場合、タレに漬け込んだハツをそのまま串に通す以外に、平らに切り出してタレに漬け込んだハツを波打つように串に刺して焼く場合もある。またこの他に、ハツのような内臓ではなく、普通の肉（筋肉部分）をタレに漬け込んで、それを串に刺して焼く場合もある。このように形状としては日本で作られる焼き鳥と似ているものの、そのサイズはずっと大きい（写真に写っているヒトの手と比較していただきたい）。ただし、肉以外の食材も串に刺して焼く場合もあって、例えば、ボリビアやチリの屋台で売られているアンティクーチョでは、串の先端にジャガイモの大きな塊が刺されている事が多い。また、チョクロ（トウモロコシ）を輪切りにしたものを串に刺す事もある。

## 食べ方
アンティクーチョには、しばしば焼いたり揚げたりしたジャガイモが供され、これも一緒に食べる。ところで、アンデス地域に限らず、メキシコやアマゾン地域も含めてのことだが、これらの地域では、非常に古くから唐辛子が利用され、そして栽培され、様々な品種が生み出されてきた。
これは、ヨーロッパから白人が到達する以前からのことである。
白人が中南米地域に到達した時期には、すでに唐辛子は中南米地域の人々の食生活に欠かせないものとなっており、それは2010年になった現在においても変わらない。
このような背景もあり、唐辛子を使った辛いソースもまた、中南米地域において重要な調味料の1つとして用いられている。
ただし、この唐辛子によって辛く味付けされたソースには様々な種類が存在する。例えば、この辛いソースに使われる唐辛子は、赤唐辛子の場合も、青唐辛子の場合もあり、地域や料理人によっても作り方や材料や味が異なっている。
そして、その唐辛子ソースのレシピによって名前も変わることがある。例えば、「ウチュクタ」や「リャフア」などと言った具合である（詳しくは、主なサルサの一覧などを参照のこと）。また、仮にある名前の唐辛子ソースがあったとしても、やはりその唐辛子ソースは、地域や料理人によっても作り方や材料や味が異なっている場合がある。
ともあれ、アンティクーチョの場合は、焼く前の肉類を唐辛子も使ったタレに漬け込んだのにもかかわらず、焼き上がって食べる際にも、しばしば、さらに唐辛子を使ったソースがかけられるのである。
なお、以上のような唐辛子ソースではなく、パセリとニンニクを使って作ったソースを付けて食べることもある。

## 歴史
アンティクーチョの歴史は16世紀頃にまで遡ることができる。大航海時代以降、スペイン人がニンニクを持ち込んだことにより今日の形になった。ペルーのリマにあるペルー国立図書館に残されている文書によると、アンティクーチョという名称は、ケチュア語の"anti kuchu"（anti=アンデス、kuchu=細切れ）または"anti uchu"（uchu=ごった煮）から来ているとされる。いずれにしても、唐辛子の他にニンニクも用いたアンティクーチョは、アンデス地域に根付いた料理の1つとなった。ちなみに、2005年8月11日に、リンセのアンティクーチョ組合が、ハツ450kg、ジャガイモ200kg、チョクロ（トウモロコシ）150kg、ロコト10個を使い、長さが58mにも及ぶ世界最大のアンティクーチョを作った。これはギネス・ワールド・レコーズに、世界最大のアンティクーチョとして登録されている。